# Kreis Wiedenbrück
Der Kreis Wiedenbrück (1953–1969: Landkreis Wiedenbrück) war ein von 1816 bis 1972 bestehender Landkreis im östlichen Nordrhein-Westfalen. Der Kreis war zunächst Teil des Regierungsbezirks Minden in der preußischen Provinz Westfalen und ab 1946/47 Teil des nordrhein-westfälischen Regierungsbezirks Detmold. Verwaltungssitz war Wiedenbrück und nach der Gebietsreform von 1970 Rheda-Wiedenbrück. Der Kreis ging 1973 im Rahmen der nordrhein-westfälischen Gebietsreform im neu gegründeten Kreis Gütersloh auf.

## Geografie

### Lage

Lage des Kreises Wiedenbrück im Regierungsbezirk Detmold (1947–1968)

Das Gebiet des Kreises Wiedenbrück erstreckte sich zwischen 51° 43' und 51° 57' N sowie 8° 7' und 8° 39' O im Osten der Westfälischen Tieflandsbucht, zwischen den Beckumer Bergen im Westen und den zur Senne gehörenden Holter Dünen im Osten südwestlich des Teutoburger Waldes. Bedeutendster Fluss war die Ems, die das Kreisgebiet von Osten nach Nordwesten durchfließt.
Die Kreisgrenze hatte eine Länge von 121 km.

### Nachbarkreise
Der Kreis Wiedenbrück grenzte 1972 im Uhrzeigersinn im Norden beginnend an die Kreise Bielefeld, Paderborn, Lippstadt, Beckum und Warendorf.

## Geschichte
Der Kreis Wiedenbrück ging aus drei historischen Territorien hervor, der Herrschaft Rheda, der Grafschaft Rietberg und dem Amt Reckenberg, das in vornapoleonischer Zeit zum Hochstift Osnabrück gehörte. Diese Territorien wurden 1806 von Frankreich besetzt. Während der bis 1813 dauernden Franzosenzeit gehörte das Gebiet der Herrschaft Rheda zum Großherzogtum Berg, während das Gebiet des Amtes Reckenberg und der Grafschaft Rietberg zum Königreich Westphalen gehörte. Sowohl Berg als auch Westphalen erhielten eine Verwaltungsstruktur nach französischem Muster. Aus der Herrschaft Rheda wurde der Kanton Rheda und aus dem Amt Reckenberg der Kanton Wiedenbrück gebildet. Auf dem Gebiet der Grafschaft Rietberg wurden die Kantone Neuenkirchen und Rietberg eingerichtet.
Durch die Vereinbarungen des Wiener Kongresses fielen alle drei Territorien 1815 an Preußen, das sie in den Regierungsbezirk Minden der 1815 neu geschaffenen Provinz Westfalen eingegliederte. Am 18. Oktober 1816 wurde durch Verordnung der Königlichen Regierung zu Minden aus den drei historischen Territorien der Kreis Wiedenbrück gebildet. Die 1807 gegründeten Kantone bestanden zunächst als Verwaltungsbezirk, teilweise auch als Bürgermeisterei bezeichnet, fort. Wiedenbrück erhielt 1837 die preußische revidierte Städteordnung; ebenso 1842 Gütersloh. Diese beiden Städte wurden dadurch eigene Verwaltungsbezirke und von ihren Umlandgemeinden getrennt. 
Bei der Einführung der westfälischen Landgemeinde-Ordnung von 1841 wurden aus den Verwaltungsbezirken unterhalb der Kreisebene, sofern es sich nicht um Städte gemäß der revidierten Städteordnung handelte, Ämter gebildet. Der Kreis umfasste seitdem zunächst zwei amtsfreie Städte sowie sieben Ämtern mit insgesamt 22 Städten und Gemeinden:
| Verwaltungsgliederung 1843 | Verwaltungsgliederung 1843                                                          |
| Amt                        | Gemeinden                                                                           |
| -------------------------- | ----------------------------------------------------------------------------------- |
| Clarholz                   | Clarholz und Lette                                                                  |
| Gütersloh                  | Gütersloh (Landgemeinde)                                                            |
| Herzebrock                 | Herzebrock                                                                          |
| Reckenberg                 | Avenwedde, Friedrichsdorf und Langenberg                                            |
| Rheda                      | Nordrheda-Ems und Rheda                                                             |
| Rietberg                   | Bokel, Druffel, Mastholte, Moese, Neuenkirchen, Rietberg, Varensell und Westerwiehe |
| Verl                       | Bornholte, Liemke, Österwiehe, Sende und Verl                                       |
| amtsfrei                   | Gütersloh und Wiedenbrück                                                           |

Das Amt Clarholz wurde 1851 in das Amt Herzebrock eingegliedert. Die Stadt Rheda schied 1863 aus dem Amt Rheda aus und war seitdem amtsfrei. 1867 wurden aus Teilen von Langenberg die beiden Gemeinden Batenhorst und St. Vit neu gebildet. Durch Ausgliederung aus Avenwedde wurden 1888 die beiden neuen Gemeinden Kattenstroth-Spexard und Lintel gebildet.
Kattenstroth-Spexard gab 1910 die Bauerschaft Kattenstroth an die Stadt Gütersloh ab. Das verbleibende Gemeindegebiet erhielt den Namen Spexard. Gleichzeitig wurde die Landgemeinde Gütersloh in die Stadt Gütersloh eingemeindet. 1914 wurde das neue Amt Avenwedde, bestehend aus den Gemeinden Avenwedde, Friedrichsdorf und Spexard, aus dem Amt Reckenberg herausgelöst. Das Amt Rheda wurde 1934 aufgehoben, wodurch die Gemeinde Nordrheda-Ems amtsfrei wurde. Der Kreis Wiedenbrück umfasste seitdem vier amtsfreie Städte und Gemeinden sowie fünf Ämter mit 23 Städten und Gemeinden. Die Gemeinde Liemke wurde 1964 in Schloß Holte umbenannt.
Am 1. Oktober 1969 wurde aus dem Landkreis der Kreis Wiedenbrück.
Durch das Gesetz zur Neugliederung des Kreises Wiedenbrück und von Teilen des Kreises Bielefeld vom 4. Dezember 1969 wurden die Gemeinden des Kreises am 1. Januar 1970 neu geordnet:
- Schloß Holte wurde mit Stukenbrock aus dem Kreis Paderborn sowie einem Teil von Sende zur neuen Gemeinde Schloß Holte-Stukenbrock zusammengeschlossen, die in den Kreis Bielefeld eingegliedert wurde.
- Lette wurde in die Stadt Oelde im Kreis Beckum eingemeindet.
- Aus den übrigen Städten und Gemeinden des Kreises wurden die sechs neuen Städten und Gemeinden Gütersloh, Herzebrock, Langenberg, Rheda-Wiedenbrück, Rietberg und Verl gebildet. Gleichzeitig kamen Ebbesloh, Hollen, Isselhorst und Niehorst aus dem Kreis Bielefeld zur  Stadt Gütersloh.
- Die fünf Ämter des Kreises wurden aufgelöst.

Mit dem Bielefeld-Gesetz vom 24. Oktober 1972 wurde der Kreis Wiedenbrück aufgelöst. Am 1. Januar 1973 wurden die Städte und Gemeinden des Kreises mit Harsewinkel, Schloß Holte-Stukenbrock sowie dem größten Teil des aufgelösten Kreises Halle (Westf.) zum neuen Kreis Gütersloh zusammengeschlossen.

## Einwohnerentwicklung
Die folgende Übersicht zeigt die Einwohnerzahlen des Kreises Wiedenbrück nach dem jeweiligen Gebietsstand. Änderungen des Gebietsstandes ergaben sich hauptsächlich durch die Eingliederungen von Teilen der Gemeinde Westenholz in die Gemeinde Mastholte 1915, Teilen der Gemeinde Marienfeld in die Stadt Gütersloh 1939 und Teilen der Gemeinde Westenholz in die Gemeinde Moese sowie die Auswirkungen des Gesetzes zur Neugliederung des Kreises Wiedenbrück und von Teilen des Kreises Bielefeld 1970. Bei den Zahlen bis 1970 handelt es sich um Volkszählungsergebnisse und 1971 um einen fortgeschriebenen Wert. Die Angaben beziehen sich ab 1871 sowie für 1946 auf die Ortsanwesende Bevölkerung und ab 1925 auf die Wohnbevölkerung. Vor 1871 wurden die Einwohnerzahlen nach uneinheitlichen Erhebungsverfahren ermittelt.

Bevölkerungsentwicklung im Kreis Wiedenbrück von 1818 bis 1970

| Jahr            | Einwohner |
| --------------- | --------- |
| 1818 (31. Dez.) | 31.588    |
| 1822 (31. Dez.) | 32.136    |
| 1825 (31. Dez.) | 32.870    |
| 1831 (31. Dez.) | 34.820    |
| 1834 (31. Dez.) | 35.547    |
| 1837 (31. Dez.) | 36.346    |
| 1840 (31. Dez.) | 37.943    |
| 1843 (31. Dez.) | 39.154    |

| Jahr           | Einwohner |
| -------------- | --------- |
| 1846 (3. Dez.) | 38.917    |
| 1849 (3. Dez.) | 39.454    |
| 1852 (3. Dez.) | 40.568    |
| 1855 (3. Dez.) | 41.006    |
| 1858 (3. Dez.) | 41.359    |
| 1861 (3. Dez.) | 42.352    |
| 1864 (3. Dez.) | 42.804    |
| 1867 (3. Dez.) | 42.265    |

| Jahr           | Einwohner |
| -------------- | --------- |
| 1871 (1. Dez.) | 41.601    |
| 1880 (1. Dez.) | 42.679    |
| 1885 (1. Dez.) | 43.663    |
| 1890 (1. Dez.) | 45.688    |
| 1895 (1. Dez.) | 48.636    |
| 1900 (1. Dez.) | 52.087    |
| 1905 (1. Dez.) | 57.279    |
| 1910 (1. Dez.) | 62.430    |

| Jahr            | Einwohner |
| --------------- | --------- |
| 1925 (16. Juni) | 073.125   |
| 1933 (16. Juni) | 082.831   |
| 1939 (17. Mai)  | 095.534   |
| 1946 (29. Okt.) | 116.625   |
| 1950 (13. Sep.) | 130.126   |
| 1961 (6. Juni)  | 154.160   |
| 1970 (27. Mai)  | 165.612   |
| 1971 (31. Dez.) | 169.100   |

## Politik

### Ergebnisse der Kreistagswahlen ab 1946
In der Liste werden nur Parteien und Wählergemeinschaften aufgeführt, die mindestens zwei Prozent der Stimmen bei der jeweiligen Wahl erhielten.
Stimmenanteile der Parteien in Prozent
| Jahr   | CDU    | SPD    | FDP    | DZP | BHE   |
| ------ | ------ | ------ | ------ | --- | ----- |
| 119461 | 62,1   | 29,9   |        | 4,1 |       |
| 1948   | 49,3   | 31,4   | 06,2   | 9,7 |       |
| 1952   | 53,9   | 23,2   | 12,0   | 5,8 | 4,3   |
| 1956   | 50,1   | 27,6   | 10,9   | 6,4 | 04,99 |
| 1961   | 54,6   | 26,5   | 010,03 | 4,8 | 4,1   |
| 1964   | 53,8   | 30,7   | 10,6   | 3,7 |       |
| 219702 | (58,8) | (31,8) | 0(9,4) |     |       |

Bei der Wahl im Jahr 1948 erreichten unabhängige Kandidaten 2,7 % der gültigen Stimmen.
Fußnoten
1 1946: zusätzlich: KPD: 2,5 %

2 1970: Ergebnis nicht sicher

### Landräte
- 1816:–9999 Ludwig von Schele (kommissarisch)
- 1816–1822: Friedrich Gerstein
- 1823–1848: Johann Friedrich Malotki von Trzebiatowsky
- 1848–1868: Bernhard Bessel
- 1869–1876: Theodor Duesberg
- 1876–1881: Eduard Schmitz
- 1881–1882: Richard von Doemming[19] (auftragsweise)
- 1882–1898: Ernst Osterrath
- 1898–1909: Willy Engelhard
- 1909–1944: Edwin Adolar Klein
- 1944–1945: Josef Bauer aus Gütersloh (vertretungsweise)
- 1945–1946: Franz Kluthe (ernannt)[20]
- 1946–1961: Arnold Verhoff[20]
- 1961–1964: Paul Hemken to Krax[21]
- 1964–1973: Paul Lakämper[22]

## Gemeinden

### Stand 1961
Nach Ämtern (Fläche und Einwohnerzahl Stand 1961):
Amtsfrei
1. Gütersloh, Stadt (47,67 km², 52.346)
2. Rheda, Stadt (11,68 km², 13.468)
3. Wiedenbrück, Stadt (10,33 km², 14.465)
4. Nordrheda-Ems (16,85 km², 705; verwaltet in Personalunion mit Rheda)

Amt Avenwedde
(Sitz Avenwedde)
1. Avenwedde (21,70 km², 8.528)
2. Friedrichsdorf (0,29 km², 896)
3. Spexard (13,50 km², 3.851)

Amt Herzebrock
(Sitz Herzebrock)
1. Clarholz (34,01 km², 3.807)
2. Herzebrock (47,18 km², 6.364)
3. Lette (13,76 km², 1.748)

Amt Reckenberg
(Sitz Wiedenbrück)
1. Batenhorst (14,63 km², 1.381)
2. Langenberg (39,65 km², 4.042)
3. Lintel (22,08 km², 1.231)
4. Sankt Vit (10,32 km², 990)

Amt Rietberg
(Sitz Rietberg)
1. Bokel (Rietberg) (17,45 km², 1.117)
2. Druffel (9,72 km², 887)
3. Mastholte (12,45 km², 1.705)
4. Moese (15,91 km², 1.962)
5. Neuenkirchen (6,84 km², 3.155)
6. Rietberg, Stadt (18,83 km², 5.500)
7. Varensell (19,76 km², 2.584)
8. Westerwiehe (15,02 km², 1.857)

Hinweis:
Das heutige Dorf Mastholte lag in der Gemeinde Moese und nicht wie zu erwarten in der Gemeinde Mastholte.
Amt Verl
(Sitz Verl)
1. Bornholte (17,81 km², 3.110)
2. Liemke, am 17. November 1964 umbenannt in Schloß Holte (26,38 km², 6.702)
3. Österwiehe (14,55 km², 1.825)
4. Sende (23,94 km², 4.484)
5. Verl (17,79 km², 5.470)

### Stand 27. Mai 1970
1. Gütersloh, Stadt (111,25 km², 75.297 Einw.)
2. Herzebrock (79,22 km², 11.256 Einw.)
3. Langenberg (38,57 km², 6403 Einw.)
4. Rheda-Wiedenbrück, Stadt (86,71 km², 36.682 Einw.)
5. Rietberg, Stadt (110,19 km², 20.377 Einw.)
6. Verl (71,32 km², 15.597 Einw.)

## Kfz-Kennzeichen
Am 1. Juli 1956 wurde dem damaligen Landkreis bei der Einführung der bis heute gültigen Kfz-Kennzeichen das Unterscheidungszeichen WD zugewiesen. Es wurde bis zum 31. Dezember 1972 ausgegeben.